# Björn Andrésen

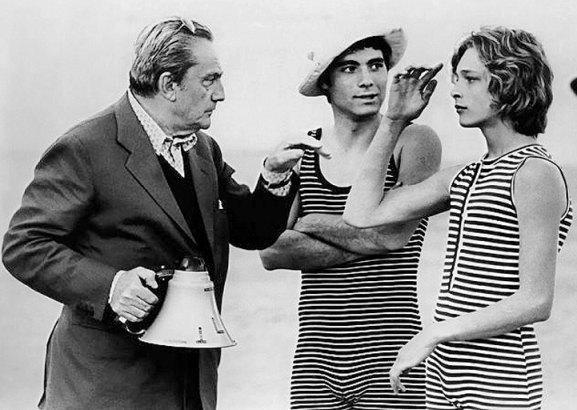
Under inspelningen av Döden i Venedig 1971, Luchino Visconti, Sergio Garfagnoli och Björn Andrésen.

Björn Johan Andrésen, född 26 januari 1955 i Engelbrekts församling i Stockholm, är en svensk skådespelare och musiker.

## Biografi
Andrésen spelade en biroll i Roy Anderssons En kärlekshistoria (1970) och fick därefter en huvudroll i Luchino Viscontis Döden i Venedig (1971), i vilken han spelar pojken Tadzio som Dirk Bogardes rollfigur blir förälskad i. Med denna roll fick han internationell uppmärksamhet och benämndes "världens vackraste pojke".
Björn Andrésen gick ut Scenskolan i Stockholm 1988.
Under 1990-talet användes Andrésens bild utan hans tillstånd i reklam för en kinesisk hudvårdsprodukt. Han stämde företaget och vann en rättslig seger. År 2003 användes en bild tagen vid inspelningen av Döden i Venedig på omslaget av Germaine Greers bok The Beautiful Boy (2003). Under 1970-talet blev Andrésen oväntat populär i Japan, Korea och Kina. Hans androgyna utseende fångade publikens uppmärksamhet och tros ha påverkat utvecklingen av "bishōnen"-arketypen inom manga och anime.
Andrésen har utöver olika filmroller återkommande uppträtt och turnerat som keyboardist i dansbandet Sven-Erics.
Hans liv skildrades 2021 i dokumentärfilmen Världens vackraste pojke.

## Filmografi
- 1970 – En kärlekshistoria
- 1971 – Döden i Venedig
- 1977 – Bluff Stop
- 1982 – Den enfaldige mördaren
- 1982 – Gräsänklingar
- 1985 – Smugglarkungen
- 1986 – Morrhår och ärtor
- 1987 – Lysande landning (TV-serie)
- 1989 – Maskrosbarn
- 1989 – Det var då... (TV-serie)
- 1990 – Lucifer – Sensommer gult og sort
- 1991 – Agnes Cecilia – en sällsam historia
- 1993 – Kojan (kortfilm)
- 1994 – Rederiet (TV-serie)
- 2004 – Pelikanmannen
- 2004 – Graven (TV-serie)
- 2005 – Lasermannen (TV-serie)
- 2006 – Världarnas bok (TV-serie)
- 2010 – Wallander – Arvet
- 2016 – Gentlemen & Gangsters (TV-serie)
- 2016 – Springfloden (TV-serie)
- 2016 – Shelley
- 2017 – Jordskott (TV-serie)
- 2018 – Springfloden (TV-serie)
- 2019 – Midsommar
- 2021 – Hjerson (TV-serie)

## Teater

### Roller (ej komplett)
| År   | Roll                     | Produktion                            | Regi        | Teater                 |
| ---- | ------------------------ | ------------------------------------- | ----------- | ---------------------- |
| 1987 | En katolsk soldat m. fl. | Kurage och hennes barn Bertolt Brecht | Ragnar Lyth | Stockholms stadsteater |